# Grand-Rozoy
Grand-Rozoy település Franciaországban, Aisne megyében. Lakosainak száma 299 fő (2022. január 1.). Grand-Rozoy Beugneux, Hartennes-et-Taux, Launoy, Oulchy-le-Château, Parcy-et-Tigny és Le Plessier-Huleu községekkel határos.

## Népesség
A település népességének változása:
| Lakosok száma | 198  | 206  | 248  | 282  | 314  | 310  | 304  | 300  | 299  | 299  |
|               | 1968 | 1982 | 1990 | 2006 | 2013 | 2015 | 2017 | 2019 | 2020 | 2022 |